# Fattigdom
Ordet fattigdom udtrykker, at man ikke har en tilstrækkelig mængde ressourcer til rådighed. Nogle definitioner af fattigdom betragter den som et målbart fænomen, hvor der er mangel på helt elementære fornødenheder til livets opretholdelse (føde, drikkevand, beskyttelse mod vejret, beklædning, sundhed). Verdensbanken bruger begrebet "ekstrem fattigdom" til at betegne sådan en situation. Andre benytter benævnelsen absolut fattigdom. Andre definitioner lægger vægt på, at fattigdom afhænger af, hvad der er normen for almindelige levevilkår i det pågældende samfund. Man er dermed fattig, hvis man ikke har levevilkår, der muliggør deltagelse i et normalt samfundsliv. Dette var således opfattelsen hos det danske ekspertudvalg, der i 2012-13 kulegravede problemstillingen og anbefalede en officiel dansk fattigdomsgrænse. En sådan definition, hvor der ikke nødvendigvis er akut mangel på basale fornødenheder, men hvor en person eller familie har væsentligt dårligere levevilkår end befolkningen generelt, og flere sociale behov ikke er dækket, betegnes ofte relativ fattigdom.
Ifølge Verdensbanken levede 10 % af verdens befolkning i ekstrem fattigdom i 2015. Ifølge Danmarks Statistiks opgørelser af fattigdom i forhold til FN's verdensmål var mellem 5 og 10 % af den danske befolkning i 2017 fattige ifølge en af de anvendte opgørelser. 

## Diskussioner om fattigdom
Fattigdom er et fænomen, der bliver studeret af mange forskellige videnskabelige, sociale og kulturelle retninger. 
- Indenfor politik betragtes bekæmpelse af fattigdom typisk som et mål for det politiske system, og de fleste samfund har systemer, der varetager dette område. I Danmark sker dette blandt andet gennem pensionssystemet, dagpenge, bistandshjælp, aktivering, et progressivt skattesystem og meget mere.
- Indenfor folkeretten har der været en bevægelse for at udvide menneskerettighederne til også at omfatte retten til ikke at leve i fattigdom.
- Indenfor uddannelse vanskeliggør fattigdom effektiv indlæring. Da uddannelse samtidig betragtes som den mest effektive måde at komme ud af fattigdom, er der flere, der mener, at uddannelsessystemet kan opfattes som en ond cirkel, hvor de riges børn bliver rigere, og de fattiges børn fattigere.

## Det danske ekspertudvalg om fattigdom
I 2012 nedsatte den danske regering et ekspertudvalg om fattigdom med den danske økonomiprofessor og tidligere overvismand Torben M. Andersen i spidsen. Udvalget udsendte året efter en grundig rapport om fattigdomsbegrebets indhold, og hvordan fattigdom bedst kan måles. Udvalget definerede fattigdom som "en situation, hvor en person eller familie ufrivilligt har væsentligt dårligere livsvilkår sammenlignet med den øvrige befolkning, og hvor denne situation
- skyldes mangel på ressourcer, herunder særligt økonomiske
- er vedvarende, og hvor personen eller familien ikke har eller kun i begrænset omfang har mulighed for ved egen drift at ændre situationen.

Økonomiske ressourcer er således en afgørende forudsætning, men andre forhold må også tillægges betydning. Definitionen er relativ, da den enkeltes ressourcer og muligheder for at ændre sin livssituation skal ses i forhold til hvad størstedelen af befolkningen har adgang til og kan. Endelig betoner definitionen, at der skal være tale om en ufrivillig og vedvarende situation, som den enkelte har begrænsede muligheder for selv at rette op på." Rapprten nævnte også, at for børn vil fattigdom altid være en ufrivillig situation, da børn ikke har indflydelse på deres forældres dispositioner,
og at børnefattigdom kan have langvarige konsekvenser.
Rapporten gav anledning til, at den danske regering i juni 2013 ved social- og integrationsminister Karen Hækkerup indførte en officiel dansk fattigdomsgrænse efter ekspertudvalgets anbefalinger. Efter regeringsskiftet i 2015 afskaffede den nye regering ved socialminister Karen Ellemann i september 2015 igen den officielle fattigdomsgrænse, der således kun var i kraft i godt to år.

## Fattige i Danmark i dag

### Danmarks Statistiks fattigdomsmål
I 2018 begyndte Danmarks Statistik efter anmodning fra Finansministeriet at udarbejde officielle opgørelser af tre nye mål for fattigdom i Danmark i forbindelse med Danmarks indberetningsforpligtelser til FN's 17 verdensmål. Det første af verdensmålene går ud på at afskaffe fattigdom. De tre indikatorer benævnes henholdsvis lav indkomst, relativ fattigdom og økonomisk sårbarhed. I 2017 var mellem 5 og 10 % af befolkningen fattige ifølge en af disse opgørelser.

### Et minimumsbudget for danske familier
Rockwool Fondens Forskningsenhed har beregnet  minimumsbudgetter for forskellige danske familietyper som svar på spørgsmålet "Hvad er det mindste, man kan leve for i dagens Danmark?" For 2015 kom de frem til, at minimumsbudgettet for en enlig er 10.000 kr. om måneden før husleje (men efter skat) og 6.000 kr., efter at huslejen er betalt. For f.eks. et par med tre børn var det tilsvarende minimumsbudget 23.200 kr. før husleje og 17.000 kr. efter husleje i 2015-priser. Minimumsbudgettet er ifølge forskningsenheden et absolut mål for, hvad der på et givet tidspunkt skal til for at have et nødvendigt forbrugsniveau.

### Fattigdom og integrationsydelse
I februar 2019 vurderede flere danske samfundsforskere, at der var ved at blive skabt en underklasse i Danmark, som ikke er set før i den moderne velfærdsstat. Det skyldtes især integrationsydelsen, som er markant lavere end kontanthjælpen og primært rammer flygtninge og indvandrere udenfor arbejdsmarkedet. Ifølge Jørgen Elm Larsen fra Københavns Universitet betød integrationsydelsen, at "nogle borgere i Danmark nærmer sig »absolut fattigdom«". Morten Ejrnæs fra Aalborg Universitet vurderede, at "vi de seneste 20 år har set en stadigt voksende andel af fattige, hvis indkomster er kommet længere og længere ned under fattigdomsgrænsen". Karen Nielsen Breidahl fra Aalborg Universitet udtalte, at "der ikke har været nogen ydelser, der på samme måde som integrationsydelsen betyder en så markant differentiering af gruppers rettigheder, hvis man tager indretningen af den danske velfærdsstat fra 1960’erne og frem til i dag i betragtning".